# Ngom Qu
Ngom Qu (kinesiska: Ang Qu, 昂曲) är ett vattendrag i Kina. Det ligger i den autonoma regionen Tibet, i den sydvästra delen av landet, omkring 570 kilometer nordost om regionhuvudstaden Lhasa.
Genomsnittlig årsnederbörd är 820 millimeter. Den regnigaste månaden är juni, med i genomsnitt 183 mm nederbörd, och den torraste är december, med 3 mm nederbörd.